# Francisco Diego López de Zúñiga y Mendoza
Francisco Diego López de Zúñiga Sotomayor y Mendoza (Béjar, 1550 - Madrid, 8 de mayo de 1601) fue un noble español de la Casa de Zúñiga, V duque de Béjar y de Plasencia, grande de España, VI marqués de Gibraleón, VII conde de Belalcázar y VI de Bañares, VII vizconde de la Puebla de Alcocer, justicia y alguacil mayor hereditario de Castilla, Primer Caballero del Reino.

## Filiación
Hijo de Francisco de Zúñiga y Sotomayor, IV duque de Béjar y de Plasencia, grande de España, V marqués de Gibraleón, VI conde de Belalcázar y Bañares, VI vizconde de la Puebla de Alcocer, justicia y alguacil mayor hereditario de Castilla, Primer Caballero del Reino, y de su esposa Guiomar de Mendoza y Aragón, hija de Iñigo López de Mendoza, IV duque del Infantado y de su esposa Isabel de Aragón.
El duque Francisco Diego se casó en 1567 con su prima hermana, María Andrea Coronel de Guzmán y Zúñiga, hija de su tía Leonor de Zúñiga y Sotomayor (hermana de su padre) y de su esposo Juan Claros de Guzmán y Aragón, IX conde de Niebla. Obtuvo para su matrimonio el 8 de agosto de 1566 dispensa eclesiástica por consanguinidad. Las capitulaciones matrimoniales fueron otorgadas por Leonor de Zúñiga y Sotomayor, IX condesa de Niebla y Francisco de Zúñiga y Sotomayor, IV duque de Béjar, por escritura de 2 de abril de 1567. y las escrituras sobre la dote y arras el 9 y 15 de mayo de 1567. Por real provisión de 31 de diciembre de 1566 Felipe II le concede licencia para que pueda emplear bienes de su mayorazgo para prestar arras a su futura esposa Tuvo en su matrimonio 7 hijos, de ellos 6 sin sucesión (1 fraile y 3 monjas). Su primogénito Francisco Diego, renunció a su herencia, títulos y estados y se hizo en 1601 religioso en la Orden de Santo Domingo, donde tomó el nombre de fray Francisco de la Cruz, su segundogénito Alonso Diego fue su sucesor, y su hija Guiomar Leonor Brianda se casó con su primo hermano Francisco Antonio Silvestre de Zúñiga Sotomayor, V marqués de Ayamonte, sin sucesión en su matrimonio. Su esposa la duquesa María Andrea otorgó testamento en Gibraleón, Huelva, el 19 de noviembre, codicilo el 21 de noviembre de 1589 y falleció días después en noviembre de 1589.

## Fabricante de tintes para el tintado de paños
El duque Francisco Diego funda en 1592 en Béjar, Salamanca, una fábrica de tintes para el tintado de paños, aprovechando las aguas del río Cuerpo de Hombre de excelentes propiedades para la producción de tintes. Por escritura de 3 de marzo de 1595 compra para su fábrica de tintes un molino en el río Cuerpo de Hombre.

## Herencia, patronazgos, donaciones, señorío
Francisco Diego, siendo VI marqués de Gibraleón y su esposa María Andrea, fundan bajo su patronato por escrituras de donación, constitución y estatutos de 27 de mayo de 1588 el Monasterio de la Madre de Dios del Vado, de la Orden de Santo Domingo, en la villa de Gibraleón, Huelva.
Al fallecer su padre Francisco de Zúñiga y Sotomayor, IV duque de Béjar, en septiembre de 1591, heredó sus títulos y estados. El inventario de los bienes que quedaron se realizó el 4 de enero de 1592.
Escrituras sobre las tomas de posesión de los estados heredados a la muerte de su padre Francisco, IV duque de Béjar.
Escrituras sobre los nombramientos de oficiales para la administración y jurisdicción de sus estados.
El duque Francisco Diego sostuvo pleito entre 1592 y 1597 con su madrastra Brianda Sarmiento de la Cerda, IV duquesa de Béjar, sobre asignación de alimentos y bienes del IV duque de Béjar Francisco de Zúñiga y Sotomayor.
El monasterio de San Pablo de Sevilla inició pleito en 1587 contra los V duques de Béjar Francisco Diego y María Andrea por el impago de la dote prometida al ingreso en el monasterio de su hijo Francisco de la Cruz. Por real ejecutoria de Felipe II, dada en la Real Chancillería de Granada el 16 de enero de 1592, se le confirma el derecho de exigir y cobrar portazgo y montazgo de los ganados que pasen por su villa de Capilla, Badajoz. El papa Gregorio XIV confirma por bula de 29 de agosto de 1591 la concordia celebrada entre el duque Francisco Diego y el cabildo de la iglesia de Sevilla sobre las rentas de los diezmos del vino y de los higos de Cartaya, Huelva.
Por real cédula de 17 de noviembre de 1593, Felipe II le da licencia para emplear 12 mil ducados en censos para la construcción de cuatro torres de vigilancia en el marquesado de Gibraleón, Huelva, y por real cédula de 21 de mayo de 1596 obtiene licencia para emplear 12 mil ducados en censos para la construcción de once torres de vigilancia entre los ríos Guadalquivir y Guadiana, en territorio del marquesado de Gibraleón, Huelva.
Escrituras sobre peticiones, perdón de deudas, limosnas hechas al duque Francisco Diego.
Por escritura de 17 de agosto de 1592 ordena al alcaide de Herrera del Duque, BadaJoz, que se castiguen los delitos que se venían cometiendo, como robo de ganado en las dehesas de Zihara y Estena, Huelva. El duque Francisco Diego ordena por escritura de 6 de marzo de 1596 juicio y encarcelamiento del administrador de los dotes para huérfanas, que en la villa de Bucedas, Ávila, fundó, por haber malgastado el capital de la fundación. Dispone por escritura de 18 de mayo de 1597 favorecer la repoblación de la villa de San Miguel de Arca de Buey, Huelva.
Por carta de 9 de noviembre de 1598 el secretario de estado le informa de la entrada en Madrid del rey Felipe III, así como del juramento y pleito homenaje que los nobles le hicieron. Fray Diego Gutiérrez, provincial de Andalucía de la Orden del Carmen, le confirma el patronato sobre la provincia carmelita de Andalucía, concedido en Roma el 19 de enero de 1601 por Domenico Pinelli, cardenal obispo de Ostia, protector de la Orden Carmelita.
El duque Francisco Diego otorgó en Madrid su testamento el 3 de mayo y codicilo el 6 de mayo de 1601. Su hijo Alonso Diego, VI duque de Béjar, ordenó la apertura del testamento y el inventario de los bienes el 9 de mayo de 1601.
El duque Francisco Diego dona en su testamento al Convento de Nuestra Señora del Carmen de Gibraleón, Huelva, una huerta en Valdebrique, Gibraleón. Dona al monasterio dominicano de la Madre de Dios del Vado, Gibraleón, diversas reliquias, cuadros, imágenes y alhajas, que su hijo Alonso Diego por inventario de 8 de marzo de 1602 entregó a las monjas. Concede la merced de 30 mil maravedíes anuales al Monasterio de San Francisco de Béjar, Salamanca, y de proporcionar las gallinas necesarias para la cura de los monjes enfermos, que su hijo Alonso Diego por escritura de 27 de mayo de 1601 lo confirma.
El cuerpo del duque Francisco Diego fue enterrado en la iglesia de Béjar, años después su cuerpo fue trasladado a Gibraleón y enterrado en la Iglesia del Monasterio de la Madre de Dios del Vado, de la villa de Gibraleón, Huelva, como consta por testimonio del traslado de 23 de junio de 1621.